# درة دة بهلوان (مقاطعة دلفان)
درة دة بهلوان (بالفارسية: دره ده پهلوان) هي قرية تقع في قسم نورعلي الريفي (مقاطعة دلفان) في إيران. يقدر عدد سكانها بـ 602 نسمة بحسب إحصاء 2016.